# Munda

Localizaciones posibles de la Batalla de Munda

Las llanuras y cerros de Munda, la antigua colonia romana en Bætica (Hispania), fueron el escenario de la batalla de Munda (17 de marzo de 45 a. C.), una victoria de los ejércitos de Julio César sobre los pompeyanos al mando de Tito Labieno, Cneo y Sexto, estos dos últimos los hijos del difunto Pompeyo el Grande, siendo esta la última batalla de la segunda guerra civil. Aunque son varias las localidades propuestas para su ubicación, no hay aún elementos convincentes para decidirse por alguna en concreto, pues todas tienen algo a favor y algo en contra, y ninguna cuenta con inscripciones geográficas probatorias, por lo que el problema de la ubicación exacta de Munda permanece abierto. El día anterior a la batalla –el 16 de marzo– César había perseguido a Cneo Pompeyo desde Ucubis (Espejo) alcanzándole a mediodía en Ventippo, posiblemente Casariche (Sevilla), Gilena (Sevilla) o la población de Santaella, en la Campiña Sur Cordobesa.

## Propuestas tradicionales
Tradicionalmente los historiadores habían venido ubicando esta ciudad y el escenario de la batalla, el Campus Mundensis, en muy diversos lugares, entre los cuales gozaba de más favor la población malagueña de Monda –siguiendo la opinión de Ambrosio de Morales, Rodrigo Caro o Enrique Flórez–, seguida por la de Montilla –defendida por Miguel Cortés y López y otros–, además de por la lógica cercanía a las referenciadas Corduba (Córdoba) y Obulco (Porcuna). Aunque en 1857, el académico Rafael Atienza y Huertos y en 1861 los hermanos Manuel y José Oliver y Hurtado, razonaron mucho en favor de Ronda la Vieja, cerca de Ronda. El historiador Rafael Altamira y Crevea ubicó el lugar de la batalla en la Sierra de Tolox (Málaga),aunque  terminaron imponiéndose Los Llanos de Vanda, cerca de la actual Montilla, a raíz de la terminante propuesta de 1887 del coronel Eugène Stoffel, colaborador de Napoléon III que, tras ser apoyada con fuerza por Adolf Schulten en 1940, no tuvo más discusión.

## Propuestas modernas
A las anteriores vinieron a sumarse nuevas propuestas de ubicación, en el Cerro de La Atalaya (1973) y en el Alto de las Camorras (1984-1986), ambas en el término de la moderna Osuna, a cinco kilómetros de distancia una de otra. Excavaciones realizadas en el Cerro de las Balas y los Llanos del Águila, cerca La Lantejuela,  a medio camino entre Osuna y Écija. Esta teoría se apoya también en inscripciones encontradas en ambas ciudades que honran a la ciudad de Astigi (Écija) por su apoyo a César durante la contienda.